# District de Fushan
Pour les articles homonymes, voir Fushan.
Le district de Fushan (福山区 ; pinyin : Fúshān Qū) est une subdivision administrative de la province du Shandong en Chine. Il est placé sous la juridiction de la ville-préfecture de Yantai.